# Qatar Badminton Association
Die Qatar Badminton Federation ist die oberste nationale administrative Organisation in der Sportart Badminton in Katar.

## Geschichte
Der Verband wurde 2010 gegründet. Kurz nach seiner Gründung wurde der Verband Mitglied in der Badminton World Federation und in der Badminton Asia Confederation. Sitz des Verbandes ist Doha.

## Persönlichkeiten
- Hisham Algosaibi, Präsident